# Anthericum jamesii
Anthericum jamesii är en sparrisväxtart som beskrevs av John Gilbert Baker. Anthericum jamesii ingår i släktet sandliljor, och familjen sparrisväxter. Inga underarter finns listade i Catalogue of Life.